# 成漢

成漢

成漢の位置。

成漢（せいかん、拼音: Chéng Hàn、304年 - 347年）は、中国の五胡十六国時代に氐族の一派である巴氐族（または巴賨族とも呼ばれる）の李雄によって建てられた国。後蜀（こうしょく）と称されることもある。国号は最初は「成」（大成）であったが、後に「漢」に変更された事から合わせて成漢といわれている。

## 歴史

### 前史
李氏の祖先である李虎は賨族の出身であり、張魯が漢中を統治していた時代に巴西郡宕渠県（現在の四川省渠県）に居住して部族を束ねていた。後漢末に曹操の命により渭水上流の略陽郡臨渭県（現在の甘粛省秦安県の東南）に移住させられ、この時に自らを巴氐族と名乗ったのだという。李虎の子である李慕は東羌猟将に任じられ、曹魏・西晋に臣従した。
296年、氐族の斉万年が西晋に反乱を起こすと、連年に渡り飢饉が続いていた事も有り、関中は大いに荒廃した。その為、略陽・天水を初めとした6郡で流民が大量に発生し、李慕の子である李特は兄弟と共にその集団を率いて漢中に南下した。李特はさらに蜀郡（現在の四川省一帯）に入ろうとしたが許可されなかったので、西晋から派遣された侍御史李苾を買収し、その許可を取り付けて蜀に移った。この際、李特の勢力は漢族などを合わせて10万人にまで達する強大なものとなっていた。

### 創設期

#### 趙廞の乱
300年11月、益州刺史趙廞は大長秋に任じられて中央へ帰還するよう命じられたが、彼は趙王司馬倫に誅殺された皇后賈南風と姻戚関係にあったので、その災禍が及ぶのを大いに恐れた。その為、益州に留まって自立を目論み、李特ら兄弟を厚遇して6郡の流民を自陣営に引き込んだ。新任の益州刺史耿滕が成都に着任すると、趙廞は反乱を起こしてこれを殺害し、さらに西夷校尉陳総・犍為郡太守李苾・汶山郡太守霍固らを尽く討ち果たすと、遂に大都督・大将軍・益州牧を自称して太平元年と改元した。李特の弟である李庠は特に趙廞に厚遇され、1万の兵を指揮して反乱軍の中核を成していたが、やがてその実力を趙廞に警戒されるようになり、301年1月に誅殺された。李特はこれに激怒し、密かに7千の兵を率いて趙廞配下の費遠の陣営を夜襲して焼き払い、8・9割の兵を戦死させた。さらに、李特は弟の李流と共に成都を目指して進撃すると、趙廞は大いに恐れて逃亡を図るも配下に殺害された。こうして乱は鎮圧され、趙廞討伐の功績により李特は宣威将軍・長楽郷侯に任じられ、李流は奮威将軍・武陽侯に任じられた。

#### 羅尚との対立
その後、新任の益州刺史羅尚が到来すると、李特は綿竹に入って羅尚を慰労した。だが、羅尚配下の広漢郡太守辛冉らは李特とその一族を全員誅殺するよう進言した。羅尚は容れなかったものの、李特はこれを聞いて心中不安になった。辛冉は趙廞討伐の手柄を捏造して流民の活躍を自分の功績にしようとしたり、流民の資財を奪おうと目論んで関所を設けて財産を調べさせるなどしたので、流民達は大いに恨みを抱いた。
301年3月、朝廷は益州にいる流民達へ郷里に帰還する様、通達を出した。李特は配下の閻式を羅尚の下へ幾度も派遣し、帰郷を秋まで延期するよう求め、さらに賄賂も送ったので一旦は延期は許可された。だが、辛冉と李苾らが反対した事により、再度7月までに帰郷するよう通達を出した。当時、大雨が降り続いて帰る手段が無く、まだ穀物も実っていない時期なので食糧も無く、流民達は帰郷命令にどう対処していいか分からなかった。その為、李特兄弟が自分達の為に期限延期を請願していることを知ってこれを頼みとするようになり、李特は綿竹に大きな陣営を築いて行き場のなくなった流民を収容した。辛冉はこれに激怒して街道に立札を掛け、李特兄弟の首に重い懸賞金をかけたが、李特は弟の李驤と共に6郡の流民の豪族も懸賞金の対象に書き加えた。その為、流民達は立札を見ると驚愕し、尽く李特に助けを求め、1月もしないうちにその数は2万を超えた。その後、李特はまたも閻式を派遣し、羅尚から帰郷の期日を延ばす合意を取り付けた。だが、辛冉は要所に囲いを設けて流民を捕らえる準備をしていたので、閻式は綿竹に戻ると李特へ十分に備えをしておくよう告げ、李特はこれに従った。
10月、李特は北営と東営の二つの陣営を築き、李特が北営を、李流が東営を守った。辛冉と李苾は羅尚の許可無しに独断で李特討伐の兵を挙げ、広漢都尉曽元・牙門張顕らに3万の兵を与えて北営を奇襲させた。羅尚はこれに憤ったものの、止むを得ず督護田佐を派遣して曽元らを援護させた。だが、李特は十分に備えをしていたので、敵軍の半数が陣に侵入したところで伏兵に襲撃を命じ、敵軍の大半を討ち果たして田佐・曽元・張顕を戦死させた。

#### 李特自立
ここにおいて6郡の流民達は李特を首領に推戴し、行鎮北大将軍に推挙した。李特は辛冉討伐の兵を挙げると、兄の驃騎将軍李輔と弟の驍騎将軍李驤に命じ、広漢を攻撃させて幾度も破った。羅尚は救援の兵を派遣したが、救援軍は李特を恐れて進軍しなかった。敗北を重ねた辛冉は広漢を放棄して江陽へ逃走したので、李特は広漢に入城して拠点とした。その後、李特は羅尚を標的に定めて成都へ軍を進めると、敵軍に連戦連勝した。羅尚は成都を固守して李特らへ講和を試みたが、李特は聞き入れなかった。羅尚は梁州・寧州に救援を求めると共に、都安から郫水まで七百里に渡る陣を築いて李特と対峙した。これを受け、南夷校尉李毅は兵5千を羅尚救援の為に派遣した。
302年、長安を統治する河間王司馬顒は李特討伐の為、督護衛博を梓潼へ進軍させた。李特は子の李蕩・李雄を派遣して衛博を攻撃させ、撃破して敵軍の大半を殺した。衛博の敗戦を聞いた梓潼郡太守張演は大いに恐れ、城を捨てて逃走した。李蕩は衛博を追撃して巴西を攻め落とし、さらに葭萌まで進んで衛博の残党を尽く降伏させた。羅尚は督護張亀に命じて繁城を攻撃させたが、李特はこれを迎撃して大いに打ち破った。5月、李特は大将軍・大都督・梁益二州諸軍事・益州牧を自称し、西晋と完全に決別した。
8月、朝廷もまた李特討伐の為に広漢郡太守張徴を徳陽へ進軍させると、李特は軍を進めて李蕩と共に張徴を攻撃した。張徴は険阻な地に拠ったので李特は不利に陥ったが、李蕩は救援に駆け付けると死に物狂いで奮戦し、迎え撃って来た張徴の軍を壊滅させて李特を救った。張徴が退却しようとすると、李蕩は水陸の両面からこれを追撃して張徴を殺害した。同時期、李特配下の徳陽郡太守寋碩は巴郡の墊江まで軍を進め、この地を占領した。司馬顒は梁州刺史許雄を新たに派遣して李特討伐に当たらせたが、李特はこれを破った。
その後、李特は李驤を毗橋に駐軍させて羅尚への備えとした。李驤は迎撃に出た羅尚を2度に渡って破り、武器を奪って陣門を焼いた。李流が成都の北に軍を進めると、羅尚配下の張興は李驤に偽装投降を仕掛け、羅尚へ李驤軍の様子を報告した。これを受け、羅尚は精鋭1万人余りを派遣して李驤の陣営を夜襲し、敗れた李驤は将士と共に李流の陣営へ逃げた。李流は李驤の残兵を合わせると反攻に転じ、追撃してきた羅尚軍を返り討ちにして大いに破った。羅尚の兵で敗れて帰還できた者は10人のうち1・2人に過ぎなかったという。303年1月、李特が羅尚の水軍を破って成都へ侵攻すると、蜀郡太守徐倹は成都少城を挙げて降伏した。李特は少城へ入城すると、年号を建初と定めて正式に自立を宣言した。これが事実上の成漢建国と言われる。羅尚は成都太城に籠城して守りを固めた。

#### 李特敗死
蜀の人々は李特の襲撃を恐れ、相次いで集落ごと李特に臣従した。李特はこれを安撫して彼らの為に食糧を供出したので、軍中は食糧不足に陥り、解消の為に6郡の流民を各集落へ分散させて配置した。各々の集落は表向きは李特に従っていたが裏では羅尚とも通じており、李流・李雄らは蜀の民への警戒を怠らないよう進言したが、李特は容れなかった。羅尚配下の益州兵曹従事任叡は密かに集落へ到来すると、2月10日に共同で李特を攻撃するよう蜀の民と盟約を交わした。さらに、任叡は偽って李特に投降し、羅尚軍の食糧が尽きていると偽りの発言を行って李特を油断させた。
2月、羅尚は大軍を派遣して李特の陣営へ総攻撃を掛けると、これに各集落が一斉に呼応した為、李特は大敗を喫して新繁に退いた。その後、羅尚が再び大軍を率いて攻撃を掛けると、李特は再び大敗して戦死した。李特の死により流民達は大いに動揺したので、李流は李蕩・李雄と共に兵を束ねて赤祖（綿竹の東）まで撤退したので、成都少城を始めとした多くの城を失った。李流はかつて李特が築いた陣営に入ると、自身は東営を守り、李蕩と李雄には北営を守らせた。その後、李特を継いで大将軍・大都督・益州牧を称した。

#### 李流から李雄へ
朝廷は荊州刺史宗岱・建平郡太守孫阜に水軍3万を与えて羅尚を救援させ、宗岱らは徳陽まで進んだ。李蕩と蜀郡太守李璜は徳陽郡太守任臧を救援させたが、孫阜は徳陽を攻略して守将の寋碩を捕え、任臧らを涪陵に敗走させた。その後、宗岱は墊江へ進出した。
3月、羅尚は督護常深を毗橋へ侵攻させると、涪陵の民である薬紳がこれに呼応して李流を攻撃した。李流は薬紳を撃破すると、そのまま常深の陣を攻め破り、常深の士卒を四散させた。李流不在の隙を突いて羅尚配下の牙門左氾・黄訇・何沖が三道から北営を攻撃すると、北営内にいた苻成と隗伯は寝返って呼応した。李流らは軍を転進させると北営に入って左氾らに大勝し、苻成と隗伯は敗走して羅尚の下に奔った。李流は追撃して成都に迫ると、羅尚は閉門して守りを固めた。この時、李特の子である李蕩は傷を負って戦死した。
李流は李特・李蕩が立て続けに戦死した上に、宗岱・孫阜の荊州軍が逼迫していた為、戦意を喪失してしまった。遂に李特の妹婿である李含と謀議し、羅尚へ降伏する事を決断した。李雄と李驤はこれに強く反対したが、李流はこれを認めず、5月に入ると子の李世らを孫阜軍に人質として派遣した。李雄はこれに強く反発し、李含の子である李離と共謀すると、独断で兵を起こして孫阜軍を攻撃して大勝した。ちょうど宗岱も墊江で急死した為、荊州軍は李流討伐を中止して撤退した。李流は自らの判断が誤りであったと認め、以後は李雄に軍事を任せるようになった。
6月、李雄が羅尚軍を攻撃すると羅尚は成都太城を固く守った為、李雄は標的を変えて長江を渡り、汶山郡太守陳図を攻撃して殺害した。7月、李流は陣営を移して郫城を拠点としたが、城内には食糧が無かったので士卒は飢えに苦しんだ。だが、青城山に拠点を築いていた天師道の教祖范長生は李流に味方して軍糧を供給した為、軍は息を吹き返した。
9月、李流は重病に罹ると、子の李世を差し置いて李雄を後継者に指名し、間もなく死去した。諸将は遺言に従って李雄を君主とし、李雄は大都督・大将軍・益州牧を自称し、郫城を都に定めた。

### 全盛期

#### 大成建国
李雄配下の朴泰は羅尚に偽装投降を仕掛け、羅尚配下の隗伯を郫城に誘き寄せた。李雄は敵軍が到来したのを見ると、伏せておいた李驤の兵に奇襲を掛けさせ、隗伯を大いに破った。隗伯が敗れて逃走すると、李驤は追撃を掛けて成都少城まで至った。ここで李驤は自軍を羅尚軍に偽装させたので、城内の兵士たちは勘違いして李驤を城内に迎え入れた。羅尚は異変に気づくと、間一髪城を出て成都太城に撤退した。李驤は犍為に向かうと犍為郡太守襲恢を捕縛して処刑し、この地を押さえて羅尚の輸送路を断った。これにより羅尚軍は食糧が欠乏し、大いに困窮した。12月、李雄が羅尚の守る成都太城を急襲すると、羅尚は牙門張羅特を残して夜闇に乗じて逃走した。張羅特は間も無く城門を開いて李雄に投降したので、李雄は遂に完全に成都を制圧した。
304年10月、諸将の勧めを受けて李雄は成都王を号して建興と改元した。正式にはこれが成漢の建国とされている。李雄は西晋の法を廃止して簡略化した法を七章定め、各々の臣下に格差をつけて官爵を授けた。
306年6月、丞相范長生が李雄へ尊号を称するよう勧めると、李雄はこれを受けて帝位に昇り、晏平と改元し、国号を『大成』と定めた。また、尚書令閻式の進言により、漢や晋の制度を参考にして百官制度を定めた。

#### 益州支配の確立
李雄は寧州へ支配圏を伸ばす事を目論み、建寧の夷を誘って寧州城を守る李毅を討伐させた。李毅が病により亡くなると城は陥落し、三千人余りが殺害され、婦女千人余りが成都へと送られた。
307年5月、秦州の流民である鄧定・訇氐らが西晋の支配下にあった漢中を攻撃すると、西晋の梁州刺史張殷は巴西郡太守張燕に討伐を命じた。鄧定・訇氐は李雄に救援を要請すると、李雄は李離らに2万の兵を与えて救援を命じ、李離らは張燕に大勝した。張殷と漢中郡太守杜孟治は城を棄てて逃走し、李離は漢中の民を連れて成都に帰還し、彼らを蜀に移住させた。
309年、梓潼を守っていた李離と閻式が配下の羅羨等に暗殺され、彼らは梓潼ごと羅尚に帰順した。羅尚は配下の向奮を安漢の宜福に送り込み、李雄を圧迫した。11月、李雄は李驤らに梓潼奪還を命じたが、李驤は敗れて李雲と李璜が戦死した。310年、巴西を統治していた李国は配下の文碩に暗殺され、文碩もまた羅尚に帰順して巴西を明け渡した。李雄配下の張宝はわざと殺人の罪を犯して梓潼を守る西晋軍の下に逃亡すると、偽りの降伏を行い、西晋の将軍訇琦らは彼を信じてを腹心とした。その後、梓潼に到来した羅尚の使者を出迎える為に訇琦らが城を出た時、張宝は城門を閉じて梓潼を奪い取り、訇琦らは巴西に逃走した。7月、羅尚が亡くなると巴郡は混乱に陥ったので、311年1月には羅尚の死の隙を突いて李驤が涪城へ侵攻し、これを陥落させて梓潼郡太守譙登を捕らえた。さらに、李驤は李始と共に軍を進めて巴西を攻め落とし、文碩を殺害した。こうして羅尚に奪われた土地を尽く奪還した。李雄はこの報を聞くと大いに喜び、玉衡と改元した。これにより、李雄の益州支配は確立された。
314年2月、梁州を荒らしていた流民の楊虎が漢中を攻め落とすと、漢中ごと成漢に降った。さらに、張咸等が梁州で挙兵して仇池の楊難敵を撃破すると、梁州の地を李雄に明け渡した。こうして漢嘉・涪陵・漢中が成漢の支配下に入った。この時期、漢嘉郡の夷王である沖帰・朱提郡の審炤・建寧郡の爨畺を始めとした少数民族も尽く李雄に帰順した。
318年、成漢の梁州刺史李鳳が巴西で挙兵すると、李雄は自ら涪城に入り、李驤に命じて李鳳を討伐させてその首級を挙げた。

#### 皇太子擁立
323年、仇池の楊難敵は前趙の侵攻を恐れて弟の楊堅頭と共に李雄に降伏した。だが、前趙軍が撤兵すると楊難敵は武都を拠点とし、成漢への帰順を拒否した。李雄は中領軍李琀等を派遣して白水橋から下弁を攻撃させ、さらに征東将軍李寿を派遣して陰平を攻撃させた。だが、李寿は楊難敵に阻まれて進軍出来ず、李琀は四方から攻撃を受けて数千の兵を失って戦死した。李琀は兄李蕩の長子であり、李雄は密かに後継ぎに立てようと考えていたので、その死を深く悼んだ。
李驤は越巂へ侵攻すると越巂郡太守李釗を降伏させ、さらに進軍すると寧州刺史王遜を攻めた。王遜は部下の姚岳に全軍を与えて迎え撃たせると、李驤は雨の影響もあって退却したが、姚岳の追撃を受けて瀘水で多数の溺死者を出した。
324年、李雄は李蕩の子の李班を太子に立てる事を宣言した。李雄は嫡男である兄の李蕩こそが国家の正統であると常々考えており、李蕩の長子の李琀が既に戦死している事から、李琀の弟の李班を後継に立てたのであった。李雄には子が十人余りいたので、群臣は李雄の子を立てるように請うたが、これに従わなかった。

#### 李雄の死
326年、前涼の張駿は使者を成漢へ派遣し、李雄へ向けて帝号を捨てて東晋に称藩するよう勧めた。李雄はこれに一定の理解を示し、以降前涼と使者を往来させるようになった。この後、李雄は中原の地が乱れているのを見て、しばしば東晋へ朝貢して穆帝と天下を分けようと持ち掛けた。
330年10月、大将軍李寿が征南将軍費黒と征東将軍任巳を率いて東晋領の巴東を攻撃し、これを陥落させて巴東郡太守楊謙を建平まで撤退させた。さらに、費黒に別軍を与えて建平を攻撃させ、東晋の巴東監軍毌丘奥を宜都まで撤退させた。332年、李寿は再び費黒と邵攀を前鋒として朱提を攻撃した。また、鎮南将軍任回に木落を攻撃させ、寧州兵を分割してそれぞれ援軍として派遣した。333年3月、寧州刺史尹奉は降伏し、李寿は南中の地を併呑した。李雄は李班に命じて寧州の夷を平定させた。
334年6月、李雄は頭に瘍を負って6日後に亡くなった。太子李班が皇位を継承し、李寿が録尚書事となって補佐に当たった。李班は喪に服したので、政事は全て李寿と司徒何点や尚書令王瓌らが執り行った。

### 混乱期

#### 李期の簒奪
9月、江陽を鎮守していた李雄の子の李越は、李班が後継ぎとされたことを不満に思い、成都に到来すると弟の李期と李班暗殺の計画を謀った。10月、李越は殯宮に入ると、李班を殺害して弟の李期に皇位を継承させた。李期は皇帝に即位すると玉恒と改元した。李期は政権を安定させるため、李班の弟である李都を誅殺した。さらに、李寿を涪城に派遣して同じく弟の李玝を攻撃させると、李玝は城を放棄して東晋に帰順した。335年9月、李班の母の兄である羅演は李期の帝位簒奪を不満に思い、彼を害して李班の子を後継とするよう企んだが、計画は事前に洩れて殺害された。
この時期、李寿は漢中に駐屯する東晋の建威将軍司馬勲を攻撃し、これを討ち破って漢中を陥落させ、守宰を置いて南鄭を守った。
李期は父の代からの旧臣を軽んじており、国家の刑事・政事はごく僅かの側近とのみ協議し、褒賞や刑罰は全てその中で決定された。これにより国家の法律・規律は大いに乱れ、成漢は次第に衰退していった。338年、李期は多くの者を誅戮してその家の婦女や資財を没収する等、その横暴の振る舞いはさらに激しくなった。諫言する者はみな罪を問われたので、人々は禍から逃れるのに必死であった。尚書僕射李載は反乱を企んでいると誣告され、投獄されて病死した。百官は戦線恐々とし、他人と会っても目を合わすだけで言葉を交わさなくなった。

#### 李寿決起
従父の李寿は国家の重鎮であり威名があったので、李期は彼を警戒して李越と共に誅殺を目論んだが、李寿もまた深くこれを警戒して成都へ赴かなかった。李期は李寿の養弟である安北将軍李攸を毒殺し、さらに幾度も中常侍許涪を李寿の下へ派遣し、彼の動向を覗った。李寿は先手を打って 1万の兵を率いて涪城から成都へと進軍すると、成都にいた李寿の世子である李勢はこれに呼応して城門を開き、李寿を迎え入れた。李寿は成都城を制圧すると、李期の下へ赴き、李越を始めとした佞臣を処刑するよう上奏した。李期はこれを拒む術を知らず、李越らを殺害した。さらに、李寿は任皇太后の命だと偽り、李期を廃して邛都県公に落とし、別宮に幽閉した。5月、李期は失意の中で首を吊って自殺した。
その後、李寿は側近と協議し、東晋に称藩するべきか帝位に即くべきかを議論したが、最終的には帝位に昇って漢興と改元し、さらに国号を『大成』から『漢』に改めた。

### 衰退期

#### 李寿の時代
李寿は自らの側近やこれまで不遇を囲っていた者を抜擢すると、従来の公卿や州郡の長官を全て降格し、李雄の代からの旧臣や近親は全て左遷された。9月、僕射任顔は李寿に反乱を起こしたが、失敗して誅殺された。任顔は李雄の妻である任太后の弟であったので、李寿はこれにかこつけて李雄の諸子を尽く誅殺した。339年9月、李寿は病に伏せるようになると、配下の龔壮・羅恒・解思明・李演らはしばしば李寿へ、帝号を捨てて東晋へ帰順するよう勧めたが、李寿は怒って李演を殺害し、龔壮や解思明にもこれ以上この話をしないよう脅しを掛けた。李寿は漢の武帝や魏の明帝を慕っており、父や兄の業績を軽んじていたので、朝議で先代の政治を話題に出すのが憚られる有様であった。龔壮らは父母の勤労を嘲るのを止める様度々進言したが、李寿は取り合わなかった。
後趙の石虎より東晋を共同で攻略する様持ち掛けられると、李寿は大いに喜んでこれに応じ、軍備を整えて軍糧を準備すると、尚書令馬当を六軍都督に任じて仮節を与え、7万の兵を指揮させて長江沿いに進ませた。だが、群臣は東晋討伐に猛反対し、涙を流し叩頭して李寿を諫めたので、李寿は出兵を思いとどまった。
341年12月、李寿は太子の李勢を大将軍・録尚書事に任じた。
即位当初、李寿は李雄に倣って寛大な政治を心掛け、倹約を美徳とした。自身の欲のままに振る舞う事が無く、蜀の民心を掴んだ。だが、後趙への使者として派遣していた李閎や王嘏が鄴から帰還すると、石虎の威勢や鄴の賑わい振りを盛んに述べ、石虎が厳しい刑法により良く統治していると伝えた。李寿は石虎に倣おうと思い、臣下に僅かな過失があってもすぐさま厳罰に処すようになった。左僕射蔡興や右僕射李嶷はこれを厳しく諫めたので、李寿に誅殺された。また、李寿は鄴に比べて成都が充実していないと考え、近くの郡から青年男子を徴発すると、宮室を大いに修築して水を引き入れるなど、奢侈をほしいままにした。大勢の民を労役に充てたので、民衆は疲弊して怨みの声が道に溢れ、10人のうち9人が造反を考える有様であった。
その後、李寿は病に倒れると343年8月に亡くなり、太子の李勢が後を継ぎ、太和と改元した。

#### 李勢の時代
李勢の弟である大将軍・漢王李広は、李勢に子がいないのを理由に皇太弟の地位を求めたが、李勢は認めなかった。馬当と解思明は李広の要求を許すように強く勧めたが、李勢は馬当らと李広が乱を起こそうとしているのではないかと疑い、相国董皎に命じて馬当・解思明を捕らえて斬首して三族を皆殺しにした。李広は臨邛県侯に落とされ、間もなく自害した。良臣であった解思明と馬当が殺されたので、これ以降綱紀を引き締めたり諫言する者はいなくなった。
346年、太保李奕は李寿の政治が乱れているのを見ると、乱を起こして晋寿で挙兵し、蜀人の多くがこれに従った。李勢は成都城を固く守って防衛し、李奕は城兵により射殺されたので、配下の兵は散亡した。李勢は李奕の死を確認すると、嘉寧と改元した。
この時期、獠族（西南方の異民族）が乱を起こすと、成漢軍は争わずに退いたので、成漢の領土は日ごとに縮小していった。加えて凶作にも見舞われ、国力は大いに衰退した。
李勢は驕慢で財宝や女色を愛し、人を殺害してその妻を奪うなど、荒淫にふけって国事を顧みようとしなかった。また、猜疑心が強く、大臣を誅殺して刑の運用を厳しくしたので、民は皆恐れおののいた。父祖以来の旧臣を遠ざけて自らの側近数人を親任し、彼らが政治を牛耳った。李勢自身はいつも禁中に閉じこもり、公卿たちに会うことが少なかった。

#### 成漢滅亡
347年2月、東晋の大司馬桓温が成漢攻略の兵を挙げ、水軍を率いて進撃した。東晋軍が青衣に到達すると、李勢は大軍を率いて迎撃した。さらに、李福や昝堅らに数千人を与えて敵軍を阻ませた。3月、桓温が彭模に至ると、李福は従兄の李権らと共に襲撃したが、返り討ちに遭った。その後も李福らは連戦連敗し、軍は散り散りとなって成都城に逃げ戻った。昝堅は犍為に到達するも桓温と行き違いとなり、急いで引き返したが、桓温は既に成都の十里の地点まで来ており、昝堅の軍は戦意喪失して戦わずに自潰した。
李勢は全軍を動員し、笮橋において桓温に決戦を挑んだ。李勢は東晋の前鋒を破って参軍龔護を討ち死にさせるなど、一時は漢軍の箭矢が桓温の馬前まで届くほどに追い詰めたが、次第に盛り返されて漢軍は敗れた。桓温軍は退かずに攻勢を強めると、漢軍は大いに潰走した。桓温は勝ちに乗じて城下に至ると、火を放って成都太城の諸門を焼き、成漢少城を焼き払った。李勢は夜闇に紛れて東門から脱出すると、昝堅と合流して晋寿郡の葭萌城に到った。鄧嵩と昝堅が降伏を勧めると、李勢は遂に降伏を決断し、降伏文を桓温の下へ送って桓温の軍門へ赴いた。桓温は李勢と叔父の李福・従兄の李権を始め、親族10人余りを建康へと移した。こうして成漢は滅亡した。李勢は建康に送られて帰義侯とされ、361年に死去した。

## 社会

### 統治体制
成漢の皇帝権力は必ずしも強大とは言えなかった。理由は巴人である李氏に秦州（現在の甘粛省東部）の土着勢力、益州の土着豪族により構成された連合政権であり、悪く言えば豪族反乱集団、一種の流寓政権とまで言えた。政治機構は中国王朝に倣って丞相以下百官を設置し、地方には郡県制を導入した。ただし安定したのは李雄の時代だけであり、その死後は政権内部が自立確保派と東晋帰順派に分裂して激しく対立した。これは成漢の政権基盤に漢族が多く、晋が東晋として安定政権を築くと逆に成漢の正当性自体が問題化したためであり、李雄没後の短期間にわたるクーデターにも常に東晋帰順派が絡んでいたとされている。結局、李雄の死後、滅亡まで成漢は内部対立が解消できずに滅んだのである。

### 宗教
後漢末期から三国時代の争乱期において、漢中や巴蜀は五斗米道信仰の広まった地域だったので、李雄は在地勢力や在地社会に配慮して范長生という道士を天地太師として政権に迎えている。

## 成漢の君主
成漢の建国者は李雄であるが、父の李特の時代に自立して建初と言う年号を立てているので、李特を初代と数えている。
| 代 | 姓・諱 | 廟号・諡号 | 在位          | 続柄                       | 備考                  |
| -- | ------ | ---------- | ------------- | -------------------------- | --------------------- |
| 1  | 李特   | 始祖景帝   | 302年 - 303年 |                            | 存命中は大将軍を自称  |
| 2  | 李流   | 秦文王     | 303年         | 李特の弟                   | 存命中は大将軍を自称  |
| 3  | 李雄   | 太宗武帝   | 303年 - 334年 | 李特の子                   | 304年に大成を建国     |
| 4  | 李班   | 哀帝       | 334年         | 李蕩（李雄の兄）の子       | 元の諡号は戻太子      |
| 5  | 李期   | 幽公       | 334年 - 337年 | 李雄の子                   |                       |
| 6  | 李寿   | 中宗昭文帝 | 338年 - 343年 | 李驤（李特・李流の弟）の子 | 338年に国号を漢に改称 |
| 7  | 李勢   | 末主       | 343年 - 347年 | 李寿の子                   |                       |

## 系譜
|               |               |               |               |               |               |  |  |                 |                 |                 |                 |                 |                 |  |  | (追)隴西王 李慕 |               |               |               |               |               |  |  |               |               |               |               |               |               |  |  |                |                |                |                |                |                |  |  |  |  |  |  |  |  |  |  |  |  |  |  |  |  |  |  |  |  |  |  |  |  |  |  |  |  |  |  |  |  |  |  |  |  |
|               |               |               |               |               |               |  |  |                 |                 |                 |                 |                 |                 |  |  |                 |               |               |               |               |               |  |  |               |               |               |               |               |               |  |  |                |                |                |                |                |                |  |  |  |  |  |  |  |  |  |  |  |  |  |  |  |  |  |  |  |  |  |  |  |  |  |  |  |  |  |  |  |  |  |  |  |  |
|               |               |               |               |               |               |  |  |                 |                 |                 |                 |                 |                 |  |  |                 |               |               |               |               |               |  |  |               |               |               |               |               |               |  |  |                |                |                |                |                |                |  |  |  |  |  |  |  |  |  |  |  |  |  |  |  |  |  |  |  |  |  |  |  |  |  |  |  |  |  |  |  |  |  |  |  |  |
| (追)斉王 李輔 | (追)斉王 李輔 | (追)斉王 李輔 | (追)斉王 李輔 | (追)斉王 李輔 | (追)斉王 李輔 |  |  | (追)景帝 李特   | (追)景帝 李特   | (追)景帝 李特   | (追)景帝 李特   | (追)景帝 李特   | (追)景帝 李特   |  |  | (追)梁王 李庠   | (追)梁王 李庠 | (追)梁王 李庠 | (追)梁王 李庠 | (追)梁王 李庠 | (追)梁王 李庠 |  |  | (追)秦王 李流 | (追)秦王 李流 | (追)秦王 李流 | (追)秦王 李流 | (追)秦王 李流 | (追)秦王 李流 |  |  | (追)献帝 李驤  | (追)献帝 李驤  | (追)献帝 李驤  | (追)献帝 李驤  | (追)献帝 李驤  | (追)献帝 李驤  |  |  |  |  |  |  |  |  |  |  |  |  |  |  |  |  |  |  |  |  |  |  |  |  |  |  |  |  |  |  |  |  |  |  |  |  |
| (追)斉王 李輔 | (追)斉王 李輔 | (追)斉王 李輔 | (追)斉王 李輔 | (追)斉王 李輔 | (追)斉王 李輔 |  |  | (追)景帝 李特   | (追)景帝 李特   | (追)景帝 李特   | (追)景帝 李特   | (追)景帝 李特   | (追)景帝 李特   |  |  | (追)梁王 李庠   | (追)梁王 李庠 | (追)梁王 李庠 | (追)梁王 李庠 | (追)梁王 李庠 | (追)梁王 李庠 |  |  | (追)秦王 李流 | (追)秦王 李流 | (追)秦王 李流 | (追)秦王 李流 | (追)秦王 李流 | (追)秦王 李流 |  |  | (追)献帝 李驤  | (追)献帝 李驤  | (追)献帝 李驤  | (追)献帝 李驤  | (追)献帝 李驤  | (追)献帝 李驤  |  |  |  |  |  |  |  |  |  |  |  |  |  |  |  |  |  |  |  |  |  |  |  |  |  |  |  |  |  |  |  |  |  |  |  |  |
|               |               |               |               |               |               |  |  |                 |                 |                 |                 |                 |                 |  |  |                 |               |               |               |               |               |  |  |               |               |               |               |               |               |  |  |                |                |                |                |                |                |  |  |  |  |  |  |  |  |  |  |  |  |  |  |  |  |  |  |  |  |  |  |  |  |  |  |  |  |  |  |  |  |  |  |  |  |
| 李始          | 李始          | 李始          | 李始          | 李始          | 李始          |  |  | (追)広漢公 李蕩 | (追)広漢公 李蕩 | (追)広漢公 李蕩 | (追)広漢公 李蕩 | (追)広漢公 李蕩 | (追)広漢公 李蕩 |  |  | (1)武帝 李雄    | (1)武帝 李雄  | (1)武帝 李雄  | (1)武帝 李雄  | (1)武帝 李雄  | (1)武帝 李雄  |  |  | 李世          | 李世          | 李世          | 李世          | 李世          | 李世          |  |  | (4)昭文帝 李寿 | (4)昭文帝 李寿 | (4)昭文帝 李寿 | (4)昭文帝 李寿 | (4)昭文帝 李寿 | (4)昭文帝 李寿 |  |  |  |  |  |  |  |  |  |  |  |  |  |  |  |  |  |  |  |  |  |  |  |  |  |  |  |  |  |  |  |  |  |  |  |  |
| 李始          | 李始          | 李始          | 李始          | 李始          | 李始          |  |  | (追)広漢公 李蕩 | (追)広漢公 李蕩 | (追)広漢公 李蕩 | (追)広漢公 李蕩 | (追)広漢公 李蕩 | (追)広漢公 李蕩 |  |  | (1)武帝 李雄    | (1)武帝 李雄  | (1)武帝 李雄  | (1)武帝 李雄  | (1)武帝 李雄  | (1)武帝 李雄  |  |  | 李世          | 李世          | 李世          | 李世          | 李世          | 李世          |  |  | (4)昭文帝 李寿 | (4)昭文帝 李寿 | (4)昭文帝 李寿 | (4)昭文帝 李寿 | (4)昭文帝 李寿 | (4)昭文帝 李寿 |  |  |  |  |  |  |  |  |  |  |  |  |  |  |  |  |  |  |  |  |  |  |  |  |  |  |  |  |  |  |  |  |  |  |  |  |
|               |               |               |               |               |               |  |  |                 |                 |                 |                 |                 |                 |  |  |                 |               |               |               |               |               |  |  |               |               |               |               |               |               |  |  |                |                |                |                |                |                |  |  |  |  |  |  |  |  |  |  |  |  |  |  |  |  |  |  |  |  |  |  |  |  |  |  |  |  |  |  |  |  |  |  |  |  |
| 李琀          | 李琀          | 李琀          | 李琀          | 李琀          | 李琀          |  |  | (2)哀帝 李班    | (2)哀帝 李班    | (2)哀帝 李班    | (2)哀帝 李班    | (2)哀帝 李班    | (2)哀帝 李班    |  |  | 建寧王 李越     | 建寧王 李越   | 建寧王 李越   | 建寧王 李越   | 建寧王 李越   | 建寧王 李越   |  |  | (3)廃帝 李期  | (3)廃帝 李期  | (3)廃帝 李期  | (3)廃帝 李期  | (3)廃帝 李期  | (3)廃帝 李期  |  |  | (5)後主 李勢   | (5)後主 李勢   | (5)後主 李勢   | (5)後主 李勢   | (5)後主 李勢   | (5)後主 李勢   |  |  |  |  |  |  |  |  |  |  |  |  |  |  |  |  |  |  |  |  |  |  |  |  |  |  |  |  |  |  |  |  |  |  |  |  |

## 元号
- （建初）（303年）

1. 建興（304年-306年）
2. 晏平（306年-310年）
3. 玉衡（311年-334年）
4. 玉恒（335年-338年）
5. 漢興（338年-343年）
6. 太和（344年-346年）
7. 嘉寧（346年-347年）